# Bysparv
Bysparv (Passer griseus) är en fågel i familjen sparvfinkar inom ordningen tättingar.

## Utseende och läte
Bysparven är enfärgad sparvfink med grått på huvud och undersida, medan den är brun på rygg, vingar och stjärt. Arten är mycket lik sydafrikasparv, swahilisparv och tjocknäbbad sparv, men har något mer avgränsad vit strupe. Den är vidare något större med kraftigare näbb än sydafrikasparv, liksom en mindre ljus fläck på skuldran. Undersidan är ljusare än hos swahilisparv och tjocknäbbad sparv. Näbben är vidare mindre än hos den senare. Lätet är ett enkelt "cheep" som upprepas frekvent.

## Utbredning och systematik
Bysparven förekommer i stora delar av Afrika söder om Sahara. Den delas in i tre underarter med följande utbredning:
- Passer griseus griseus – förekommer från södra Mauretanien och Senegal till Kamerun, västra Centralafrikanska republiken och södra Tchad söderut till norra Gabon
- Passer griseus laeneni – förekommer från Mali till allra nordligaste Kamerun och västra delen av centrala Sudan
- Passer griseus ugandae – förekommer från östra Sudan, Eritrea och norra Etiopien söderut till södra Gabon, Angola, norra Namibia norra Zimbabwe, Malawi och centrala Tanzania

Vissa inkluderar etiopiensparv (P. swainsonii), tjocknäbbad sparv (P. gongonensis) och swahilisparv (P. suahelicus) i bysparv.

## Levnadssätt
Bysparven hittas en rad olika öppna miljöer, som namnet avslöjar oftast nära människan, men även i savann och öppet skogslandskap. Jämfört med sina närmaste släktingar bebor den i mindre utsträckning arida miljöer och där de överlappar tenderar bysparven att vara mer assiocierad med bebyggelse.

## Status
Arten har ett stort utbredningsområde och beståndet anses stabilt. Internationella naturvårdsunionen IUCN listar den därför som livskraftig (LC).

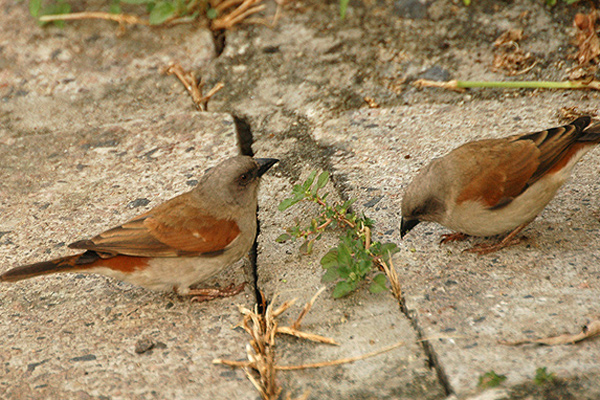
Bysparv i Uganda